# برج مونبارناس
برج مونبارناس  (بالفرنسية: Tour Montparnasse) هو ناطحة سحاب فرنسية تقع في باريس عاصمة فرنسا. افتتح سنة 1973 بطول 210 متر، وبقي الأطول في فرنسا حتى سنة 2011 بعد افتتاح برج فرست. يحتوي البرج على أسرع مصعد كهربائي في أوروبا حيث يصعد من الأسفل إلى القمة في 38 ثانية أي 22 كم/ساعة.

## واحد من أعلى المباني في أوروبا
في بنائه، كان ناطحة سحاب هذه أطول مبنى مكتبي في أوروبا، وبقي في القمة ما يقرب من عشرين عاما، حتى تم بناء برج المعرض في فرانكفورت في عام 1990. اليوم يحتل البرج المرتبة 17 قائمة ناطحات السحاب الأوروبية.

## التاريخ

### المشروع
في عام 1934، المحطة القديمة غار دو باريس مونبارناس كانت تقع على ضفاف شارع يحمل الإسم نفسه في قبالة شارع رين، بدت معرقلة لحركة المرور ولذلك مدينة باريس بدأت تخطط لإعادة تنظيم المنطقة وبناء محطة قطارات جديدة. لكن المشروع أسند لراؤول دوتري (الذي وضع اسمه في ساحة البرج)الذي واجه معارضة قوية كونه على رأس المشروع. في عام 1956، وبمناسبة اعتماد مخطط جديد لحركة المرور في باريس، شركة الاقتصاد المختلط التي مهمتها باريس تطوير قطاع المونبارناس قد أنشئت، وكذلك 'وكالة عملية مونبارناس  والتي كانت مهمتهم إعادة تطوير المنطقة، الأمر الذي يتطلب حذف العديد من الشوارع، المتداعية في كثير من الأحيان والغير صحية. هذه الأشغال تستغل إلى ما يقارب 8 هكتارات.
في عام 1958، بدأت المرحلة الأولى من الدراسات، ولكن كانت تتلقى انتقادات شديدة بسبب المشروع ولارتفاع المبنى ولهذا بدأ الجدل الذي أدى إلى تأخير المشروع. ومع ذلك، فإن إعادة بناء محطة القطار غار دو باريس مونبارناس وهي إلى الجنوب من المحطة القديمة والتي تم تدميرها، وبعدها اختارت الوكالتان 4 مهندسين معماريين وهم: أوجان بودوا، أوربان كاسون، لويس دو هويوم دو ماريان من 1966 إلى عام 1969 بمساعدة المهندس المعماري جان سوبو.

في عام 1968، أندريه مالرو، وزير الثقافة الفرنسي في عهد جورج بومبيدو الذي كان يدعم المشروع، منح رخصة بناء البرج، وقد بدأ العمل في بنائه في نفس السنة. و في عام 1969، رئيس الجمهورية الفرنسية رغب في إقامة عاصمة للبنية التحتية الحديثة وعلى الرغم من الجدل الكبير حوله كان بناء البرج قد بدأ.

### الأشغال
وضع حجر الأساس سنة 1970. تم بناء برج مونبارناس  بين عامي 1969 و 1972 في موقع محطة مونبارناس القديمة وافتتح في عام 1973. المشروع تطلب إزالة 420,000 م3 من الأنقاض.و أسس البرج تتكون من 56 عمود خرسانة مسلحة على عمق 70 مترا تحت الأرض.و لأسباب تتعلق بالحماية وبالتخطيط، يجب أن يبنى البرج مباشرة فوق خط مترو الأنفاق وتجنبا لإستخدام نفس الدعم الذي تقوم عليه هياكل أنفاق المترو. من ناحية أخرى، وضعت حزمة طويلة أفقيا للمساعدة على خلق المساحة اللازمة في الطابق السفلي لترتيب القنوات للقطارات.

تم افتتاح البرج في عام 1973 وأصبح واحدا من أهم المعالم السياحية الكبرى في العاصمة الفرنسية باريس.

### بعد الإنشاء
في 14 أكتوبر 2004، وفي حوالي الساعة 13:30، سقطت قطعة من زجاج البرج مساحتها حوالي 35 سم من جانب البرج، كما سقطت شظايا الزجاج من الطابق 53 من برج مونبارناس.

أما عن الخسائر فلم يصب أحد، ولكن تضررت ثلاثة أسطح سيارات مارة تحت البرج.

في 5 يوليو 2010، تم غلق البرج طوال اليوم بسبب انقطاع التيار الكهربائي عن كل من المقاطعة 15 والمقاطعة 14 والمقاطعة 7 من باريس. وكان انقطاع التيار الكهربائي بسبب حريق وقعت في الليلة السابقة في نفق قطار، وقطع خط توتر عالي.

تم استعادة الطاقة في وقت متأخر بعد الظهر للبرج بعد تدخل شبكة توزيع الكهرباء فرنسا. في بداية 2012، لبس البرج حلة جديدة من الضوء «التي تتغير مع المواسم». والتي تمثل أضواء لحوالي 58 صمام ثنائي باعث للضوء حيث وضعت في أعلى المبنى، وكذلك 972 شريط ديناميكي وضع داخل كل طابق وفي كل ركن من أركان البرج. بتكلفة مليون أورو، ومن المتوقع أن تستهلك هذه الأضواء الجديدة ما يعادل فقط 10 كاويات ثياب.

### موقع البرج

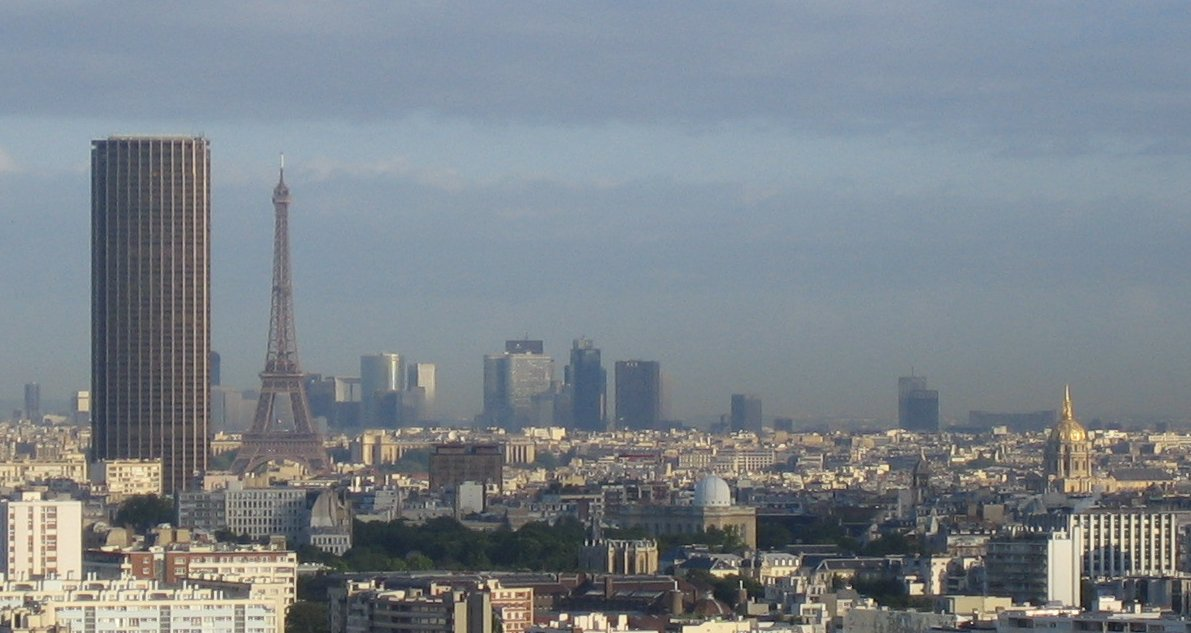
برج المونبارناس في قبالة برج إيفل من حي لا ديفونس.

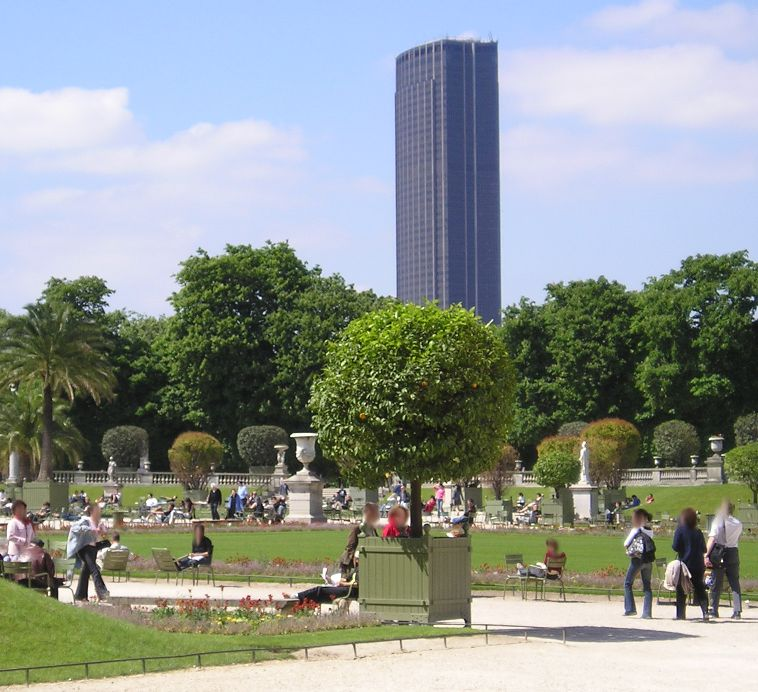
برج المونبارناس من حديقة اللوكسمبورغ

يقع برج مونبارناس في حي نيكر، في المقاطعة 15، على الحدود مع المقاطعة 14 (و تحديدا في حي مونبارناس) والمقاطعة 16 (في محور شارع رين).

يقع البرج مع خط المحور الناجم عن قصر شايو وساحة تروكاديرو وبرج إيفل وشامب دي مارس والمدرسة العسكرية، جنبا إلى جنب مع المحور التاريخي. و يقع البرج تحت الترقيم البريدي 755 75، وعنوانه البريدي هو 33 شارع ماين. ومع ذلك تحيط به أيضا ""شارع دو ديبار""، ""شارع دأريفي"" و ""شارع دو مونبارناس"" وساحة 18 جوان 1940. ويفصلها محطة قطارات غار دو باريس مونبارناس وساحة راؤول دوتري.

و تخدم المنطقة من قبل العديد من خطوط الحافلات والمترو ""محطة مونبارناس بيانفوني"" على خطوط المترو 4 و 6 و 12 و 13.

## الاستعمال
مكاتب العديد من المؤسسات تشغل أغلبية المساحة: 000 100 م2، في 53 طابقا، بحوالي 000 5 شخص يعملون في المتوسط ومساحة الطابق: 1,700 م2.

في عام 2008 يوجد:
- الطابق 14: مكاتب قناة الجزيرة.
- الطابق 29: سفارة هولندا.
- من الطابق 32 إلى الطابق 39: التبادل العام للتربية الوطنية وهو المالك الرئيسي للبرج.
- الطابق 47: المجلس الوطني للمهندسين المعماريين (موجود منذ يناير 2008).
- الطابقين41 و 52 : مقر مجموعة شركة إيراميه (موجودة أيضا في الطوابق 32 و 35 و 53).
- الطابق 55: أموندي إدارة وصول وتحتل المرتبة الثانية أوروبيا والتاسعة عالميا.
- المجموعة أكسا: 6 طوابق.
- بنك مورغان ستانلي: 5 طوابق.
- التأمينات المتبادلة دو مان: 3 طوابق.

## السياحة

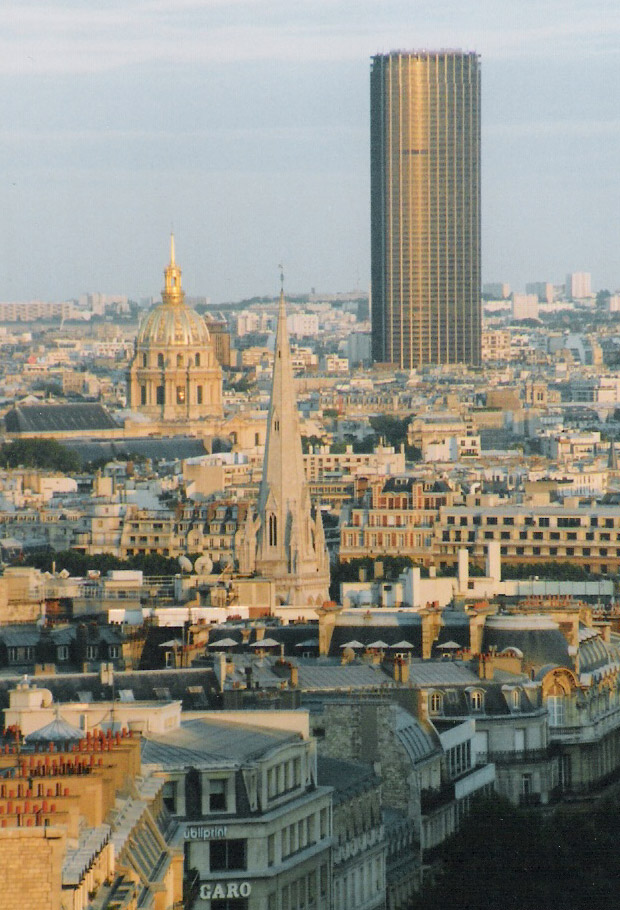
البرج من لاديفونس

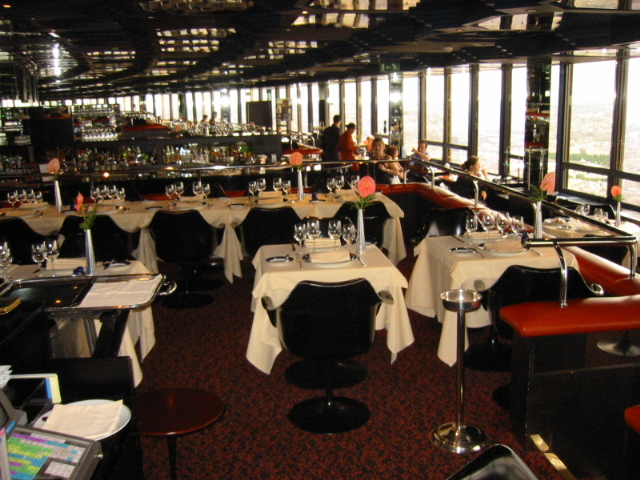
لمطعم بإطلالة بانورامية على عاصمة النور باريس في الطابق 56 و هو مطعم سماء باريس.

المساحات العامة المفتوحة في البرج هي السطح في قمة البرج والطابق 56 فقط.

و تعود ملكية هذه الأخيرة إلى ""مونبارناس 56""، الذي يسمح بالزيارات. وقد تم تجديده بالكامل في عام 2005، ويقدم إطلالة على باريس من خلال نوافذ كبيرة بانوراما مميزة، ومعرض ومحطات تفاعلية عن المدينة وتاريخها.

مجموعة إليور تستأجر جزء من الطابق لإقامة مطعمها سماء باريس.
و في نفس الطابق توجد قاعة تدعى ""ساحة 56"" لتنظيم: الندوات والمؤتمرات وحفلات الزفاف وحفلات الإستقبال وما إلى ذلك. وهو يحتوي أيضا نادي ليلي.

التقرير الصحفي الرسمي يقول إن قمة البرج وهي في ظروف مناخية مواتية تسمح لك أن ترى ما يصل إلى 40 كيلومترا، وعلى وجه الخصوص لرؤية الطائرات التي تقلع من مطار باريس أورلي (الموجود على بعد 13.5 كم).

على أي حال، هذه الخدمات هي عامل جذب سياحي ضخم للبرج بحوالي 000 760 سائح سنويا، أغلبهم أجانب (الصين الأولى) في عام 2010، مما يضعها بين الخمسة عشر الأكثر زيارة في المعالم السياحية و المواقع الأثرية في باريس الذي منح ""مونبارناس 56"" مرابيح تقدر 3,8 مليون يورو لعام 2005.

صورة بانورامية من القاعة البانورامية في الطابق 56.

## البرج في السياسة
كان البرج هو مقار الحملة الإنتخابية لفرنسوا ميتيران في الإنتخابات الرئاسية الفرنسية 1974.
كان البرج مقر حزب التجمع من أجل الجمهورية من سنة 1976 إلى 1977.

## البرج في المجال العلمي
من 10 أكتوبر إلى 17 أكتوبر 2009، تم استخدام برج مونبارناس لتجربة علمية: تثبيت جهاز الكشف عن ميوون في أعلى البرج يرسل شعاع ليزر في إتجاه مرصد باريس.

## مهبط الطائرات

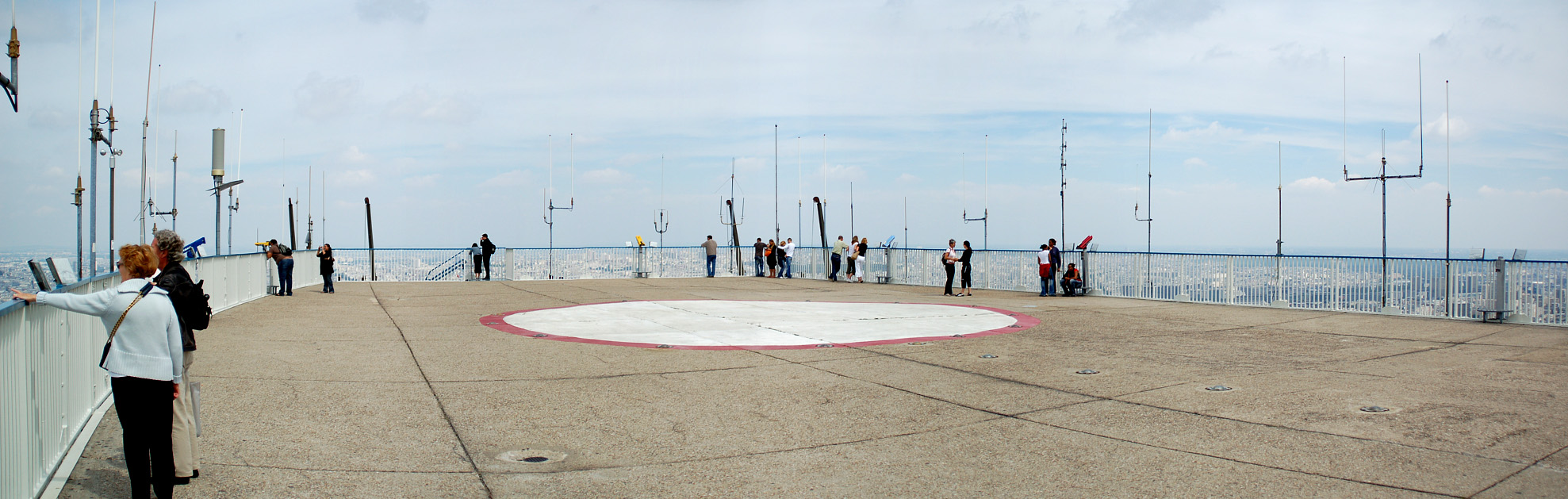
على الشرفة تستطيع أن ترى علامات تشير إلى مهبط للطائرات.

سياج الشرفة يحمي الزوار من السقوط والتأرجح للخارج من خلال اسطوانات هيدروليكية، 120 ثانية تكفي لتحويل مهبط مروحية إلى سقف مؤقت.

منذ يوليو 2011، فناء بانورامي زجاجي جديد يقدم للزوار الراحة والسلامة.

ذكر السائقون أن الرياح التي تهب في هذا الإرتفاع تمنع التحويم بالمروحية. فقامت وزارة الداخلية والتي استخدمت ليبراسيون للتواصل مع مستخدمي الهيلكوتر، لذلك يوم 24 فبراير قالت (بطريقة رسالة مشفرة): لضمان النجاح، إن الطيور تطير في أي مكان آخر  وتقصد بالطيور هي المروحية.

## عمليات الإنتحار
في البرج لا يمكن أن تفتح النوافذ، وحافة الفناء تقع على بعد عدة أقدام من حافة البرج.

و ينبغي أيضا الانتقال إلى ممر في الطابق 58 للحصول على فرصة للقفز في الهواء في أعلى البرج. ولكنها ليست مفتوحة للجمهور، ومحمية من قبل بوابات أمنية مشددة.
- 23 يونيو 2009، رجل في الثلاثينات من العمر يلقي بنفسه من الفناء.
- 8 مارس 2007، رجل عمره 27 عاما، صحفي منذ 3 سنوات من أسبوعية ""لا في""، يستطيع المرور إلى الممر في الطباق 58 بفضل بطاقته الصحفية.
- 4 يونيو 2006، رجل عمره 24 سنة انتحر وهو يتسلق السياج.
- 30 أغسطس 1991، رجل نجح في تسلق الحواجز.

## البرج في السينما
- في 1971، لو تيوار فيلم للمخرج الفرنسي دونيس دو لا باتيار يتحدث فيه عن مخطط بناء البرج وعملية انتهائه.
- في 1972، الببر الأخير في باريس فيلم للمخرج الإيطالي برناردو برتولوتشي يتحدث فيه عن عملية بنائه في نصفها.
- في 1974، شبح الحرية فيلم للمخرج الإسباني لويس بونويل يتحدث فيه عن قاتل متخلف عقليا يختبئ في البرج ويطلق النار عن عشرات الموجودين في المبنى.
- في 1977، اللعنة فيلم للمخرج جان لويس بارتوكايلي يتحدث عن شركة متعددة الجنسيات في البرج.
- في 2001، برج مونبارناس الجهنمي فيلم للمخرج الفرنسي شارل نام يتحدث فيها عن وجود رهينة في المبنى وإنقاذها من طرف عمال النظافة.
- في 2006، فيلم قصير إسمه ""«باريس، أحبك»"" للمخرج الأمريكي ألكسندر باين يتحدث فيه عن سائح أمريكي يزور باريس وقد صور جزء منه في البرج.
- في 2007، منذ هذه السنة إلى الآن السلسلة التلفزيونية ""«جولي ليسكو»"" تدور في هذا البرج.

## البرج في الثقافة والترفيه
منذ عام 2010، """جائزة برج مونتبارناس""" تمنح للحياة الفنية في باريس. في عام 2011، منحت الجائزة لسيلفيا بيتش، و """مكتبة شكسبير أند كومباني"".

## الخصائص
- البرج يقع فوق 6 خطوط مترو.
- يقف البرج على 56 عمود خرسانة مدعمة كل واحدة عرضها 3,5 م وتحت 70 م تحت الأرض.
- طول البرج: 210 متر.
- مساحة قاعدته هي: 50 م × 30 م.
- وزن البرج: 00 130 طن.
- الطوابق: 6 طوابق تحت الأرض و 58 طابق فوق الأرض.
- مساحة الطابق: 1700 م2.
- مجموع مساحة المراكز التجارية: 000 30 م2.
- مجموع مساحة المكاتب الإدارية: 000 100 م2 أي ما يقارب 500 12 مكتب.
- المصاعد: 25 مصعد.
- سرعة المصعد: 6 أمتار/ثانية (أي 1,8 طابق في الثانية).

## مقالات ذات صلة
- المعالم السياحية و المواقع الأثرية في باريس.

## روابط خارجية
- الموقع الرسمي لبرج مونبارناس.
- نسخة محفوظة 22 أبريل 2012 على موقع واي باك مشين. مجلس أمناء برج مونبارناس.
- ملف البرج في موقع structurae.
- صور إنشاء البرج.